# TGV Sud-Est
TGV Sud-Est, numit și TGV PSE ( Paris – Sud-Est ) sau TGV SE, este prima generație de TGV SNCF. Se caracterizează în special prin aspectul original portocaliu.
Primele garnituri de tren au fost construite în 1978 și puse în serviciu comercial din 1980 (după o campanie de testare), în special pentru a opera trenurile TGV Paris – Lyon la deschiderea LGV Sud-Est în 1981; ultimele trenuri au părăsit fabrica în 1986. O versiune tri-curent a fost creată pentru a deservi Elveția; toate ramele în cauză au fost retrase și radiate până în 2012. În plus, ramele bicurent sunt retrase din serviciu între 2012 și 2019, apoi radiate la rândul lor până în 2021, fiind înlocuite de rame TGV Duplex⁠(d) și TGV POS⁠(d).